# Tres dies de De Panne-Koksijde 2017
Els Tres dies de De Panne-Koksijde 2017, 41a edició de la cursa ciclista Tres dies de De Panne-Koksijde, es disputà entre el 28 i el 30 de març de 2017 sobre un recorregut de 531,1 quilòmetres repartits entre tres etapes, la darrera d'elles dividida en dos sectors, el segon d'ells una contrarellotge individual. La cursa formava part de l'UCI Europa Tour 2017 amb una categoria 2.HC.

## Equips participants
24 equips van prendre part en aquesta edició, 7 World Tour, 13 equips continentals professionals i 4 Equips continentals.
| WorldTeams (7)- Bora-Hansgrohe - Katusha-Alpecin - Lotto-Soudal - Orica-Scott - Quick-Step Floors - Trek-Segafredo - UAE Team Emirates Equips continentals professionals (13)- Aqua Blue Sport - Bardiani CSF - Direct Énergie - Fortuneo-Vital Concept - Gazprom-RusVelo - Israel Cycling Academy - Nippo-Vini Fantini - Roompot-Nederlandse Loterij - Sport Vlaanderen-Baloise - Verandas Willems-Crelan - Wanty-Groupe Gobert - WB-Veranclassic-Aqua Protect - Wilier Triestina-Selle Italia Equips continentals (4)- Cibel-Cebon - Joker Icopal - Pauwels Sauzen-Vastgoedservice - Tarteletto-Isorex |
| |

## Etapes
| Etapa      | Data       | Ciutats d'etapa     | type                      | Distància (km) | Vencedor de l'etapa | Líder de la general |
| ---------- | ---------- | ------------------- | ------------------------- | -------------- | ------------------- | ------------------- |
| 1a etapa   | 28 de març | De Panne – Zottegem | etapa accidentada         | 205,5          | Philippe Gilbert    | Philippe Gilbert    |
| 2a etapa   | 29 de març | Zottegem – Koksijde | etapa accidentada         | 192,9          | Alexander Kristoff  | Philippe Gilbert    |
| 3a a etapa | 30 de març | De Panne – De Panne | etapa accidentada         | 118,5          | Marcel Kittel       | Philippe Gilbert    |
| 3a b etapa | 30 de març | De Panne – De Panne | contrarellotge individual | 14,4           | Luke Durbridge      | Philippe Gilbert    |

### Etapa 1
| \| Classificació de l'etapa \| Classificació de l'etapa \| Classificació de l'etapa \| Classificació de l'etapa \| Classificació de l'etapa \| \| Corredor \| Corredor \| Equip \| Temps \| \| \| ------------------------ \| ------------------------ \| ------------------------ \| ------------------------ \| ------------------------ \| \| 1r \| Philippe Gilbert \| Quick-Step Floors \| 4h 36' 18" \| \| \| 2n \| Luke Durbridge \| Orica-Scott \| + 17" \| \| \| 3r \| Simone Consonni \| UAE Team Emirates \| + 34" \| \| \| 4t \| Jasper De Buyst \| Lotto-Soudal \| + 34" \| \| \| 5è \| Matthias Brändle \| Trek-Segafredo \| + 34" \| \| \| 6è \| Frederik Backaert \| Wanty-Groupe Gobert \| + 53" \| \| \| 7è \| Alexander Kristoff \| Katusha-Alpecin \| + 58" \| \| \| 8è \| Edward Theuns \| Trek-Segafredo \| + 58" \| \| \| 9è \| Marco Canola \| Nippo-Vini Fantini \| + 58" \| \| \| 10è \| Sacha Modolo \| UAE Team Emirates \| + 58" \| \| |                    |                     |            |
| |                    |                     |            |
| Font: ProCyclingStats |                    |                     |            |
| Classificació de l'etapa |                    |                     |            |
| Corredor | Corredor           | Equip               | Temps      |
| 1r | Philippe Gilbert   | Quick-Step Floors   | 4h 36' 18" |
| 2n | Luke Durbridge     | Orica-Scott         | + 17"      |
| 3r | Simone Consonni    | UAE Team Emirates   | + 34"      |
| 4t | Jasper De Buyst    | Lotto-Soudal        | + 34"      |
| 5è | Matthias Brändle   | Trek-Segafredo      | + 34"      |
| 6è | Frederik Backaert  | Wanty-Groupe Gobert | + 53"      |
| 7è | Alexander Kristoff | Katusha-Alpecin     | + 58"      |
| 8è | Edward Theuns      | Trek-Segafredo      | + 58"      |
| 9è | Marco Canola       | Nippo-Vini Fantini  | + 58"      |
| 10è | Sacha Modolo       | UAE Team Emirates   | + 58"      |

| \| Classificació general \| Classificació general \| Classificació general \| Classificació general \| Classificació general \| \| Corredor \| Corredor \| Equip \| Temps \| \| \| --------------------- \| --------------------- \| --------------------- \| --------------------- \| --------------------- \| \| 1r \| Philippe Gilbert \| Quick-Step Floors \| 4h 36' 05" \| \| \| 2n \| Luke Durbridge \| Orica-Scott \| + 22" \| \| \| 3r \| Simone Consonni \| UAE Team Emirates \| + 43" \| \| \| 4t \| Matthias Brändle \| Trek-Segafredo \| + 46" \| \| \| 5è \| Jasper De Buyst \| Lotto-Soudal \| + 47" \| \| \| 6è \| Frederik Backaert \| Wanty-Groupe Gobert \| + 1' 06" \| \| \| 7è \| Alexander Kristoff \| Katusha-Alpecin \| + 1' 11" \| \| \| 8è \| Edward Theuns \| Trek-Segafredo \| + 1' 11" \| \| \| 9è \| Marco Canola \| Nippo-Vini Fantini \| + 1' 11" \| \| \| 10è \| Sacha Modolo \| UAE Team Emirates \| + 1' 11" \| \| |                    |                     |            |
| |                    |                     |            |
| Font: ProCyclingStats |                    |                     |            |
| Classificació general |                    |                     |            |
| Corredor | Corredor           | Equip               | Temps      |
| 1r | Philippe Gilbert   | Quick-Step Floors   | 4h 36' 05" |
| 2n | Luke Durbridge     | Orica-Scott         | + 22"      |
| 3r | Simone Consonni    | UAE Team Emirates   | + 43"      |
| 4t | Matthias Brändle   | Trek-Segafredo      | + 46"      |
| 5è | Jasper De Buyst    | Lotto-Soudal        | + 47"      |
| 6è | Frederik Backaert  | Wanty-Groupe Gobert | + 1' 06"   |
| 7è | Alexander Kristoff | Katusha-Alpecin     | + 1' 11"   |
| 8è | Edward Theuns      | Trek-Segafredo      | + 1' 11"   |
| 9è | Marco Canola       | Nippo-Vini Fantini  | + 1' 11"   |
| 10è | Sacha Modolo       | UAE Team Emirates   | + 1' 11"   |

### Etapa 2
| \| Classificació de l'etapa \| Classificació de l'etapa \| Classificació de l'etapa \| Classificació de l'etapa \| Classificació de l'etapa \| \| Corredor \| Corredor \| Equip \| Temps \| \| \| ------------------------ \| ------------------------ \| ---------------------------- \| ------------------------ \| ------------------------ \| \| 1r \| Alexander Kristoff \| Katusha-Alpecin \| 4h 37' 29" \| \| \| 2n \| Edward Theuns \| Trek-Segafredo \| + 0" \| \| \| 3r \| Marcel Kittel \| Quick-Step Floors \| + 0" \| \| \| 4t \| Pascal Ackermann \| Bora-Hansgrohe \| + 0" \| \| \| 5è \| Andrea Guardini \| UAE Team Emirates \| + 0" \| \| \| 6è \| Maxime Vantomme \| WB-Veranclassic-Aqua Protect \| + 0" \| \| \| 7è \| Adrien Petit \| Direct Énergie \| + 0" \| \| \| 8è \| Coen Vermeltfoort \| Roompot-Nederlandse Loterij \| + 0" \| \| \| 9è \| Pierre-Luc Périchon \| Fortuneo-Vital Concept \| + 0" \| \| \| 10è \| Conor Dunne \| Aqua Blue Sport \| + 0" \| \| |                     |                              |            |
| |                     |                              |            |
| Font: ProCyclingStats |                     |                              |            |
| Classificació de l'etapa |                     |                              |            |
| Corredor | Corredor            | Equip                        | Temps      |
| 1r | Alexander Kristoff  | Katusha-Alpecin              | 4h 37' 29" |
| 2n | Edward Theuns       | Trek-Segafredo               | + 0"       |
| 3r | Marcel Kittel       | Quick-Step Floors            | + 0"       |
| 4t | Pascal Ackermann    | Bora-Hansgrohe               | + 0"       |
| 5è | Andrea Guardini     | UAE Team Emirates            | + 0"       |
| 6è | Maxime Vantomme     | WB-Veranclassic-Aqua Protect | + 0"       |
| 7è | Adrien Petit        | Direct Énergie               | + 0"       |
| 8è | Coen Vermeltfoort   | Roompot-Nederlandse Loterij  | + 0"       |
| 9è | Pierre-Luc Périchon | Fortuneo-Vital Concept       | + 0"       |
| 10è | Conor Dunne         | Aqua Blue Sport              | + 0"       |

| \| Classificació general \| Classificació general \| Classificació general \| Classificació general \| Classificació general \| \| Corredor \| Corredor \| Equip \| Temps \| \| \| --------------------- \| --------------------- \| ---------------------------- \| --------------------- \| --------------------- \| \| 1r \| Philippe Gilbert \| Quick-Step Floors \| 9h 13' 28" \| \| \| 2n \| Matthias Brändle \| Trek-Segafredo \| + 50" \| \| \| 3r \| Alexander Kristoff \| Katusha-Alpecin \| + 1' 07" \| \| \| 4t \| Edward Theuns \| Trek-Segafredo \| + 1' 11" \| \| \| 5è \| Pim Ligthart \| Roompot-Nederlandse Loterij \| + 1' 15" \| \| \| 6è \| Sylvain Chavanel \| Direct Énergie \| + 1' 15" \| \| \| 7è \| Maxime Vantomme \| WB-Veranclassic-Aqua Protect \| + 1' 17" \| \| \| 8è \| Pierre-Luc Périchon \| Fortuneo-Vital Concept \| + 1' 17" \| \| \| 9è \| Boy van Poppel \| Trek-Segafredo \| + 1' 22" \| \| \| 10è \| Jasper De Buyst \| Lotto-Soudal \| + 2' 25" \| \| |                     |                              |            |
| |                     |                              |            |
| Font: ProCyclingStats |                     |                              |            |
| Classificació general |                     |                              |            |
| Corredor | Corredor            | Equip                        | Temps      |
| 1r | Philippe Gilbert    | Quick-Step Floors            | 9h 13' 28" |
| 2n | Matthias Brändle    | Trek-Segafredo               | + 50"      |
| 3r | Alexander Kristoff  | Katusha-Alpecin              | + 1' 07"   |
| 4t | Edward Theuns       | Trek-Segafredo               | + 1' 11"   |
| 5è | Pim Ligthart        | Roompot-Nederlandse Loterij  | + 1' 15"   |
| 6è | Sylvain Chavanel    | Direct Énergie               | + 1' 15"   |
| 7è | Maxime Vantomme     | WB-Veranclassic-Aqua Protect | + 1' 17"   |
| 8è | Pierre-Luc Périchon | Fortuneo-Vital Concept       | + 1' 17"   |
| 9è | Boy van Poppel      | Trek-Segafredo               | + 1' 22"   |
| 10è | Jasper De Buyst     | Lotto-Soudal                 | + 2' 25"   |

### Etapa 3, sector A
| \| Classificació de l'etapa \| Classificació de l'etapa \| Classificació de l'etapa \| Classificació de l'etapa \| Classificació de l'etapa \| \| Corredor \| Corredor \| Equip \| Temps \| \| \| ------------------------ \| ------------------------ \| ------------------------ \| ------------------------ \| ------------------------ \| \| 1r \| Marcel Kittel \| Quick-Step Floors \| 2h 37' 29" \| \| \| 2n \| Alexander Kristoff \| Katusha-Alpecin \| + 0" \| \| \| 3r \| Sacha Modolo \| UAE Team Emirates \| + 0" \| \| \| 4t \| Rüdiger Selig \| Bora-Hansgrohe \| + 0" \| \| \| 5è \| Edward Theuns \| Trek-Segafredo \| + 0" \| \| \| 6è \| Matteo Pelucchi \| Bora-Hansgrohe \| + 0" \| \| \| 7è \| Jens Debusschere \| Lotto-Soudal \| + 0" \| \| \| 8è \| Luka Mezgec \| Orica-Scott \| + 0" \| \| \| 9è \| Jelle Mannaerts \| Tarteletto-Isorex \| + 0" \| \| \| 10è \| Jonas Rickaert \| Sport Vlaanderen-Baloise \| + 0" \| \| |                    |                          |            |
| |                    |                          |            |
| Font: ProCyclingStats |                    |                          |            |
| Classificació de l'etapa |                    |                          |            |
| Corredor | Corredor           | Equip                    | Temps      |
| 1r | Marcel Kittel      | Quick-Step Floors        | 2h 37' 29" |
| 2n | Alexander Kristoff | Katusha-Alpecin          | + 0"       |
| 3r | Sacha Modolo       | UAE Team Emirates        | + 0"       |
| 4t | Rüdiger Selig      | Bora-Hansgrohe           | + 0"       |
| 5è | Edward Theuns      | Trek-Segafredo           | + 0"       |
| 6è | Matteo Pelucchi    | Bora-Hansgrohe           | + 0"       |
| 7è | Jens Debusschere   | Lotto-Soudal             | + 0"       |
| 8è | Luka Mezgec        | Orica-Scott              | + 0"       |
| 9è | Jelle Mannaerts    | Tarteletto-Isorex        | + 0"       |
| 10è | Jonas Rickaert     | Sport Vlaanderen-Baloise | + 0"       |

| \| Classificació general \| Classificació general \| Classificació general \| Classificació general \| Classificació general \| \| Corredor \| Corredor \| Equip \| Temps \| \| \| --------------------- \| --------------------- \| ---------------------------- \| --------------------- \| --------------------- \| \| 1r \| Philippe Gilbert \| Quick-Step Floors \| 11h 51' 02" \| \| \| 2n \| Matthias Brändle \| Trek-Segafredo \| + 50" \| \| \| 3r \| Alexander Kristoff \| Katusha-Alpecin \| + 58" \| \| \| 4t \| Edward Theuns \| Trek-Segafredo \| + 1' 06" \| \| \| 5è \| Sylvain Chavanel \| Direct Énergie \| + 1' 15" \| \| \| 6è \| Pim Ligthart \| Roompot-Nederlandse Loterij \| + 1' 15" \| \| \| 7è \| Maxime Vantomme \| WB-Veranclassic-Aqua Protect \| + 1' 17" \| \| \| 8è \| Pierre-Luc Périchon \| Fortuneo-Vital Concept \| + 1' 17" \| \| \| 9è \| Boy van Poppel \| Trek-Segafredo \| + 1' 22" \| \| \| 10è \| Jasper De Buyst \| Lotto-Soudal \| + 2' 20" \| \| |                     |                              |             |
| |                     |                              |             |
| Font: ProCyclingStats |                     |                              |             |
| Classificació general |                     |                              |             |
| Corredor | Corredor            | Equip                        | Temps       |
| 1r | Philippe Gilbert    | Quick-Step Floors            | 11h 51' 02" |
| 2n | Matthias Brändle    | Trek-Segafredo               | + 50"       |
| 3r | Alexander Kristoff  | Katusha-Alpecin              | + 58"       |
| 4t | Edward Theuns       | Trek-Segafredo               | + 1' 06"    |
| 5è | Sylvain Chavanel    | Direct Énergie               | + 1' 15"    |
| 6è | Pim Ligthart        | Roompot-Nederlandse Loterij  | + 1' 15"    |
| 7è | Maxime Vantomme     | WB-Veranclassic-Aqua Protect | + 1' 17"    |
| 8è | Pierre-Luc Périchon | Fortuneo-Vital Concept       | + 1' 17"    |
| 9è | Boy van Poppel      | Trek-Segafredo               | + 1' 22"    |
| 10è | Jasper De Buyst     | Lotto-Soudal                 | + 2' 20"    |

### Etapa 3, sector B
| \| Classificació de l'etapa \| Classificació de l'etapa \| Classificació de l'etapa \| Classificació de l'etapa \| Classificació de l'etapa \| \| Corredor \| Corredor \| Equip \| Temps \| \| \| ------------------------ \| ------------------------ \| ---------------------------- \| ------------------------ \| ------------------------ \| \| 1r \| Luke Durbridge \| Orica-Scott \| 17' 38" \| \| \| 2n \| Sylvain Chavanel \| Direct Énergie \| + 0" \| \| \| 3r \| Alexander Kristoff \| Katusha-Alpecin \| + 2" \| \| \| 4t \| Marcel Kittel \| Quick-Step Floors \| + 3" \| \| \| 5è \| Matthias Brändle \| Trek-Segafredo \| + 5" \| \| \| 6è \| Alexander Edmondson \| Orica-Scott \| + 9" \| \| \| 7è \| Philippe Gilbert \| Quick-Step Floors \| + 17" \| \| \| 8è \| Nils Politt \| Katusha-Alpecin \| + 31" \| \| \| 9è \| Peter Koning \| Aqua Blue Sport \| + 36" \| \| \| 10è \| Olivier Pardini \| WB-Veranclassic-Aqua Protect \| + 39" \| \| |                     |                              |         |
| |                     |                              |         |
| Font: ProCyclingStats |                     |                              |         |
| Classificació de l'etapa |                     |                              |         |
| Corredor | Corredor            | Equip                        | Temps   |
| 1r | Luke Durbridge      | Orica-Scott                  | 17' 38" |
| 2n | Sylvain Chavanel    | Direct Énergie               | + 0"    |
| 3r | Alexander Kristoff  | Katusha-Alpecin              | + 2"    |
| 4t | Marcel Kittel       | Quick-Step Floors            | + 3"    |
| 5è | Matthias Brändle    | Trek-Segafredo               | + 5"    |
| 6è | Alexander Edmondson | Orica-Scott                  | + 9"    |
| 7è | Philippe Gilbert    | Quick-Step Floors            | + 17"   |
| 8è | Nils Politt         | Katusha-Alpecin              | + 31"   |
| 9è | Peter Koning        | Aqua Blue Sport              | + 36"   |
| 10è | Olivier Pardini     | WB-Veranclassic-Aqua Protect | + 39"   |

## Classificació final
| \| Classificació general \| Classificació general \| Classificació general \| Classificació general \| Classificació general \| \| Corredor \| Corredor \| Equip \| Temps \| \| \| --------------------- \| --------------------- \| ---------------------------- \| --------------------- \| --------------------- \| \| 1r \| Philippe Gilbert \| Quick-Step Floors \| 12h 08' 57" \| \| \| 2n \| Matthias Brändle \| Trek-Segafredo \| + 38" \| \| \| 3r \| Alexander Kristoff \| Katusha-Alpecin \| + 43" \| \| \| 4t \| Sylvain Chavanel \| Direct Énergie \| + 58" \| \| \| 5è \| Pierre-Luc Périchon \| Fortuneo-Vital Concept \| + 1' 39" \| \| \| 6è \| Maxime Vantomme \| WB-Veranclassic-Aqua Protect \| + 1' 50" \| \| \| 7è \| Edward Theuns \| Trek-Segafredo \| + 1' 54" \| \| \| 8è \| Pim Ligthart \| Roompot-Nederlandse Loterij \| + 2' 10" \| \| \| 9è \| Boy van Poppel \| Trek-Segafredo \| + 2' 24" \| \| \| 10è \| Jasper De Buyst \| Lotto-Soudal \| + 2' 46" \| \| |                     |                              |             |
| |                     |                              |             |
| Fonts: ProCyclingStats Cycling Quotient |                     |                              |             |
| Classificació general |                     |                              |             |
| Corredor | Corredor            | Equip                        | Temps       |
| 1r | Philippe Gilbert    | Quick-Step Floors            | 12h 08' 57" |
| 2n | Matthias Brändle    | Trek-Segafredo               | + 38"       |
| 3r | Alexander Kristoff  | Katusha-Alpecin              | + 43"       |
| 4t | Sylvain Chavanel    | Direct Énergie               | + 58"       |
| 5è | Pierre-Luc Périchon | Fortuneo-Vital Concept       | + 1' 39"    |
| 6è | Maxime Vantomme     | WB-Veranclassic-Aqua Protect | + 1' 50"    |
| 7è | Edward Theuns       | Trek-Segafredo               | + 1' 54"    |
| 8è | Pim Ligthart        | Roompot-Nederlandse Loterij  | + 2' 10"    |
| 9è | Boy van Poppel      | Trek-Segafredo               | + 2' 24"    |
| 10è | Jasper De Buyst     | Lotto-Soudal                 | + 2' 46"    |

## Evolució de les classificacions
| Etapa | Vencedor           | Classificació general | Classificació per punts | Classificació de la muntanya | Classificació dels esprints | Classificació per equips |
| ----- | ------------------ | --------------------- | ----------------------- | ---------------------------- | --------------------------- | ------------------------ |
| 1     | Philippe Gilbert   | Philippe Gilbert      | Philippe Gilbert        | Brice Feillu                 | Philippe Gilbert            | Trek-Segafredo           |
| 2     | Alexander Kristoff | Philippe Gilbert      | Alexander Kristoff      | Piet Allegaert               | Philippe Gilbert            | Trek-Segafredo           |
| 3a    | Marcel Kittel      | Philippe Gilbert      | Alexander Kristoff      | Piet Allegaert               | Philippe Gilbert            | Trek-Segafredo           |
| 3b    | Luke Durbridge     | Philippe Gilbert      | Alexander Kristoff      | Piet Allegaert               | Philippe Gilbert            | Trek-Segafredo           |
| Final | Final              | Philippe Gilbert      | Alexander Kristoff      | Piet Allegaert               | Philippe Gilbert            | Trek-Segafredo           |